# Surdisorex
Surdisorex is een geslacht van zoogdieren uit de  familie van de spitsmuizen (Soricidae). De wetenschappelijke naam van het geslacht werd in 1906 gepubliceerd door Oldfield Thomas.

## Soorten
Er worden 3 soorten in dit geslacht geplaatst:
- Surdisorex norae O. Thomas, 1906 – Molspitsmuis
- Surdisorex polulus Hollister, 1916
- Surdisorex schlitteri Kerbis Peterhans, Stanley, Hutterer, Demos, & Agwanda, 2009